# Long Creek (Illinois)
Long Creek è un villaggio degli Stati Uniti d'America, situato nello Stato dell'Illinois, nella contea di Macon.